# Jan Zagleniczny

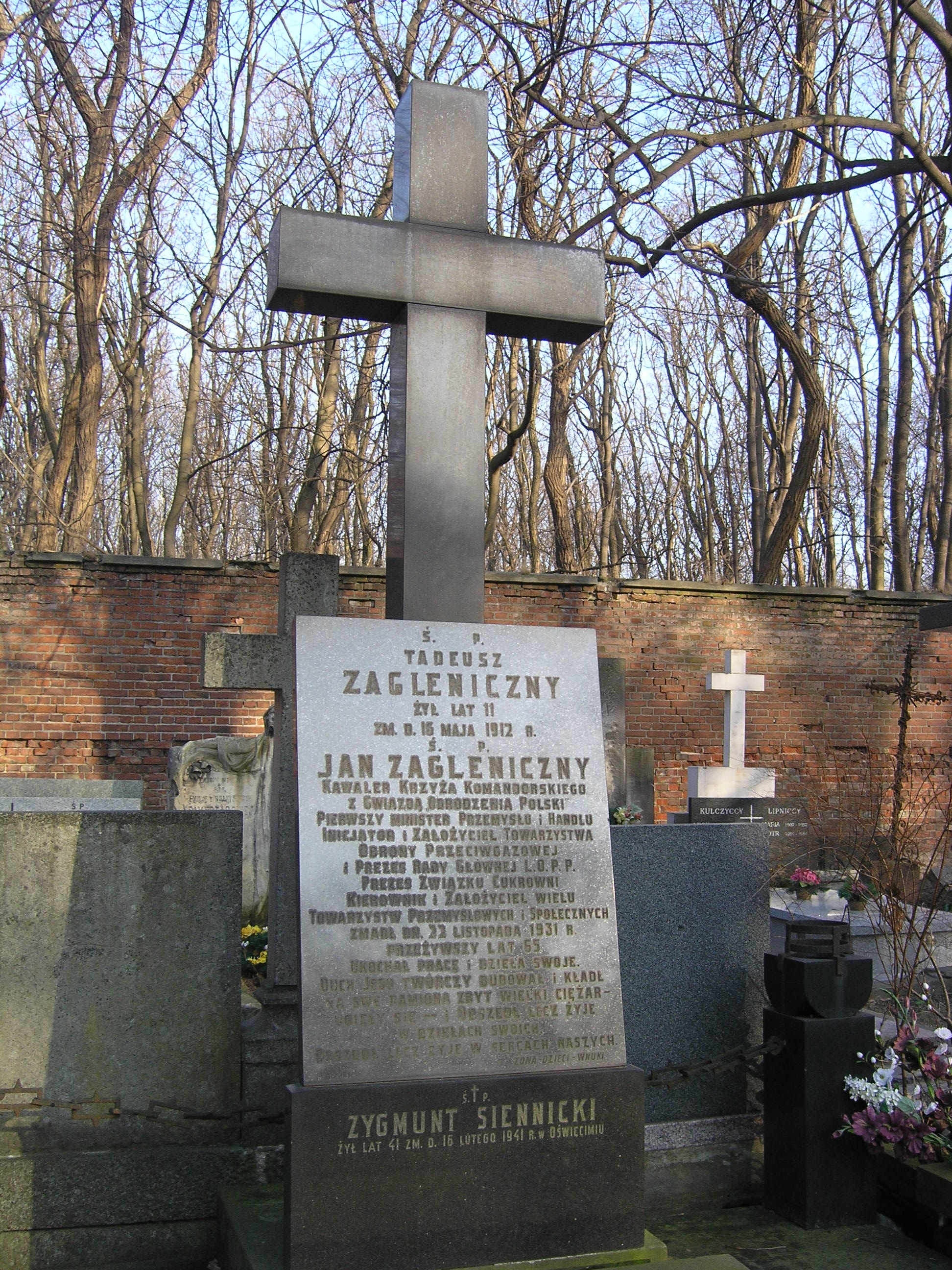
Grób Jana Zaglenicznego na Starych Powązkach w Warszawie (stan na marzec 2012)

Jan Zagleniczny (ur. 4 marca 1866 w Wiązowej, zm. 22 listopada 1931 w Warszawie) – polski przemysłowiec, działacz społeczny, polityk, senator II kadencji w II Rzeczypospolitej.

## Życiorys
Po ukończeniu gimnazjum w Kielcach rozpoczął studia na Uniwersytecie Warszawskim. Został z niego usunięty w 1883 za udział w akcji antyapuchtinowskiej. Ukończył następnie studia chemiczne za granicą. Osiadł później w Warszawie i podjął pracę w przemyśle cukrowniczym. Przebywał również na Ukrainę.
Był członkiem Ligi Narodowej. Związany był z Narodową Demokracją. W 1906 zdobył mandat do Dumy Państwowej Imperium Rosyjskiego. Po wybuchu I wojny światowej zaangażował się w prace charytatywne, działając najpierw w Komitecie Obywatelskim m. Warszawy (1914–1915), a później zostając członkiem zarządu Rady Głównej Opiekuńczej (1916–1918). Był pracownikiem Komitetu Ofiary Narodowej Tymczasowej Rady Stanu. Od 2 stycznia do 27 lutego 1918 był ministrem przemysłu i handlu w rządzie Jana Kucharzewskiego.
Po wojnie nadal zajmował się przemysłem cukrowniczym, należąc w nim do najbardziej wpływowych osób, pełniąc m.in. funkcję prezesa Zarządu Warszawskiego  Towarzystwa Fabryk Cukru. W okresie II Rzeczypospolitej zaliczany był do wąskiego grona oligarchii finansowej. Po zamachu majowym przeszedł na pozycje sanacyjne. W 1928 został senatorem z listy BBWR z woj. łódzkiego.
Został prezesem Związku Cukrowników byłego Królestwa Polskiego oraz Amerykańsko-Polskiej Izby Handlowo-Przemysłowej w Polsce (1921-)
Został pochowany na cmentarzu Powązkowskim (kwatera 300-4-4,5,6).

## Ordery i odznaczenia
- Krzyż Komandorski z Gwiazdą Orderu Odrodzenia Polski (9 listopada 1931)[5]
- Krzyż Komandorski Orderu Odrodzenia Polski (30 kwietnia 1925)[6]